# Cheilodactylidae
Cheilodactylidae är en familj av fiskar. Cheilodactylidae ingår i ordningen abborrartade fiskar (Perciformes). Enligt Catalogue of Life omfattar familjen Cheilodactylidae 27 arter.
Dessa fiskar förekommer främst i hav på södra jordklotet. I Stilla havet når de även östra Kina, Japan och Hawaii. De största familjemedlemmar når en längd av 1 meter. Individerna simmar ofta ensam och de äter ryggradslösa djur. Det vetenskapliga namnet bildas av de grekiska orden cheilos (läpp) och daktylos (finger).
Släkten enligt Catalogue of Life:
- Cheilodactylus
- Chirodactylus
- Dactylophora
- Nemadactylus